# Thyrfing
Thyrfing er et viking metal-band fra Sverige. Bandet er navngivet efter sværdet Tyrfing i den nordiske mytologi.

## Medlemmer

### Nuværende medlemmer
- Jens Rydén – Forsanger
- Patrik Lindgren – Guitar
- Kimmy Sjölund – Bas
- Peter Löf – Keyboard
- Joakim Kristensson – Trommer

### Tidligere medlemmer
- Thomas Väänänen – Forsanger (1996-2006)
- Henrik Svegsjö – Guitar (1998-2006)
- Vintras – Guitar (1997-1998)

## Diskografi

### Albums
- Thyrfing (1998)
- Valdr Galga (1999)
- Urkraft (2000)
- Vansinnesvisor (2002)
- Farsotstider (2005)
- Hels vite (2008)
- De Ödeslösa (2013)
- Vanagandr (2021)

### EPs
- Hednaland CD 1999
- Solen Svartnar 7" EP 1999

### Demoer
- Solen Svartnar 7" Demo 1995
- Hednaland Demo 1996